# Sadłuki
Sadłuki (deutsch Sadlacken, früher Sadluki und Sadlucki) ist ein Dorf in der Landgemeinde (Gmina) Mikołajki Pomorskie (Niklaskirchen) im Powiat Sztumski (Stuhmer Kreis) der polnischen Woiwodschaft Pommern.

## Geographische Lage
Das Dorf liegt im ehemaligen Westpreußen, etwa acht Kilometer südöstlich von Stuhm (Sztum), 17 Kilometer westsüdwestlich von Christburg (Dzierzgoń) und vier Kilometer nordwestlich von Niklaskirchen (Mikołajki Pomorskie). 

## Geschichte

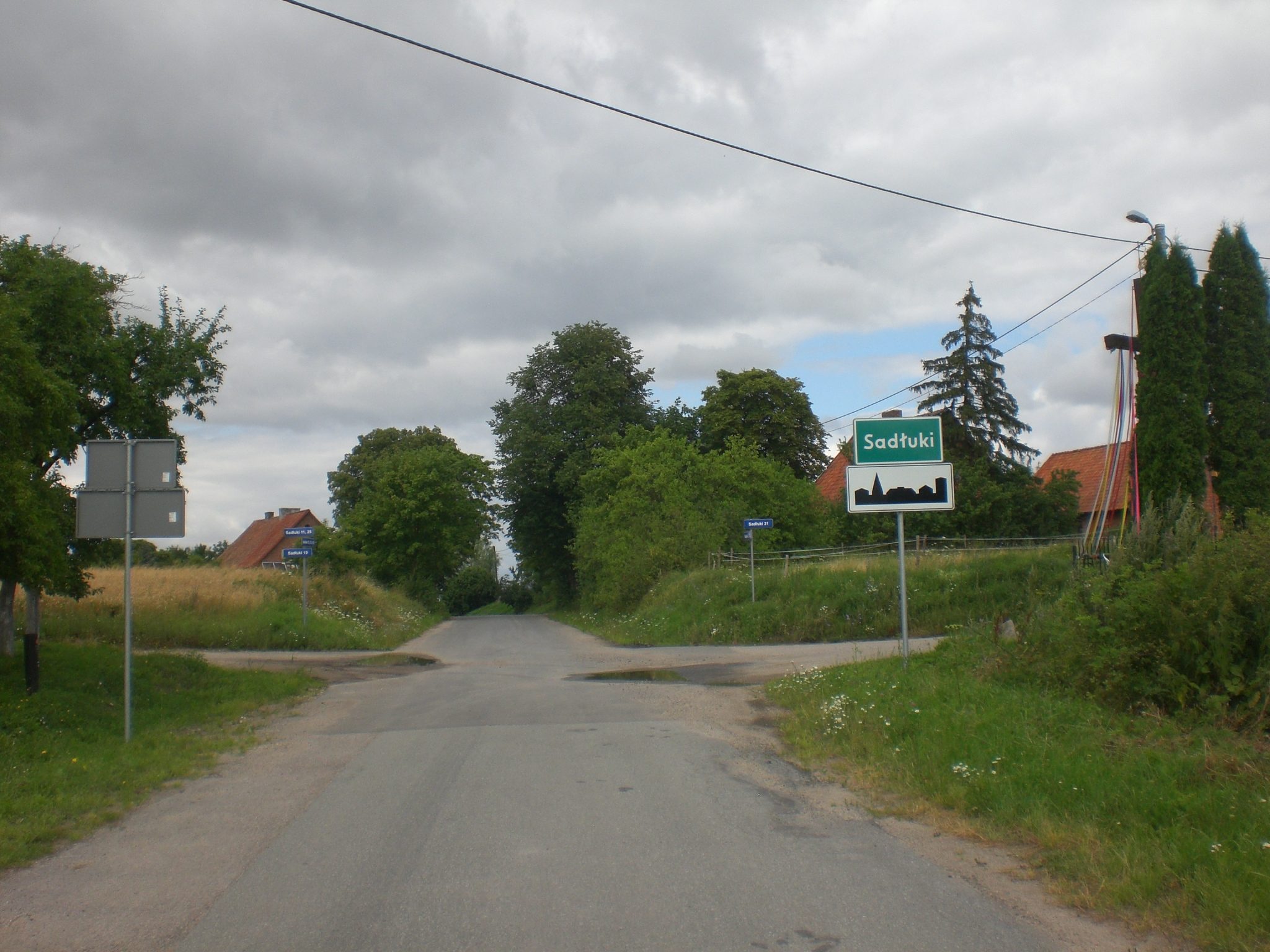
Dorfeingang (Juli 2022)

Ältere Ortsbezeichnungen sind Sodlok (1244),  Sadiluken (1295), Sadluken (1400), Czadelawken (1487), Zedlaucken (1506), Sodelawken (1528), Sadługi (1654) und Sadluki (1773). Im Jahr 1506 besaß der Hauptmann Nickel Spot die Ortschaft, 1591 mit dem Gut Mirahnen zusammen der Kostka von Stangenberg, 1804 mit den Gütern Mirahnen und Michorowo zusammen die Familie Wilczewski.
Am 30. September 1928 wurde der Gutsbezirk Klein Ramsen in die Landgemeinde Sadluken eingegliedert; die Gemeinde Sadluken wurde am 3. Juni 1938 in Sadlacken umbenannt.
Im Jahr 1945 gehörte die Gemeinde Sadlacken zum Landkreis Stuhm im Regierungsbezirk Marienwerder im Reichsgau Danzig-Westpreußen des Deutschen Reichs. Sadlacken war dem Amtsbezirk Kalsen zugeordnet.
Im Januar 1945 wurde Sadlacken von der Roten Armee besetzt. Nach Beendigung der Kampfhandlungen wurde die Region seitens der sowjetischen Besatzungsmacht zusammen mit ganz Hinterpommern und der südlichen Hälfte Ostpreußens – militärische Sperrgebiete ausgenommen – der Volksrepublik Polen zur Verwaltung überlassen. Sadlacken wurde unter der polnischen Ortsbezeichnung „Sadłuki“ verwaltet. Die einheimische deutsche Bevölkerung wurde von der polnischen Administration mit wenigen Ausnahmen aus Sadlacken vertrieben.

### Demographie
| Jahr | Einwohner | Anmerkungen |
| ---- | --------- | --- |
| 1783 | –         | adliges Dorf, 13 Feuerstellen (Haushaltungen), in Westpreußen                                                                                |
| 1818 | 122       | adliges Dorf |
| 1852 | 262       | Dorf |
| 1864 | 283       | Dorf, darunter vier Evangelische und 279 Katholiken                                                                                          |
| 1885 | 259       | am 1. Dezember, davon 16 Evangelische und 243 Katholiken                                                                                     |
| 1910 | 214       | Landgemeinde, am 1. Dezember, darunter fünf Evangelische, 208 Katholiken und eine jüdische Person; 189 Personen mit polnischer Muttersprache |
| 1933 | 253       | [ 9 ] |
| 1939 | 223       | [ 9 ] |

## Kirche
Die Protestanten der hier bis 1945 anwesenden Dorfbevölkerung gehörten zur evangelischen Pfarrei Stuhm.